# Divadlo Na zábradlí
A Divadlo Na zábradlí, (magyarul: Színház a Korláton) Prága egyik legkisebb és egyik legfontosabb színháza.
A színház 1958-ban kezdte meg működését. Alapítói Helena Philipová, Ivan Vyskočil, Jiří Suchý és Vladimír Vodička voltak. A színház neve annak az óvárosi utcának a nevét idézi, ahol található. Első előadásuk egy musicalmontázs volt: Ha ezer klarinét (Kdyby tisíc klarinetů),
Ladislav Fialka és pantomim társulata három hónappal később csatlakozott a Korlátonhoz.
1962-től Jan Grosmann volt a színház vezetője, és attól fogva a modern cseh színház egyik kiemelkedő műhelye lett. Itt mutatták be Václav Havel (aki a színház munkatársa volt) első két darabját is, a Kerti ünnepélyt és a Leiratot. Legendás előadás volt az Übü király, Kafka Per-ének adaptációja, vagy Miloš Macourek: Zsuzsanna játéka.
1968-ban Grosmannt kirúgták, kitoloncolták és csak a nyolcvanas évek elején térhetett vissza Prágába. A pártállam bukása után lett újra a színház vezetője és Molière: Don Juan-jával lett újra sikeres, majd Havel Largo Desolato c. darabját mutatta be. Az utolsó bemutatója a botrányos című Kafka fütyköse (Alán Bennett) nevű előadás volt.
Ladislav Fialka, a világhírű cseh pantomimművész és együttese minden második napon lépett fel pantomim-darabokkal.

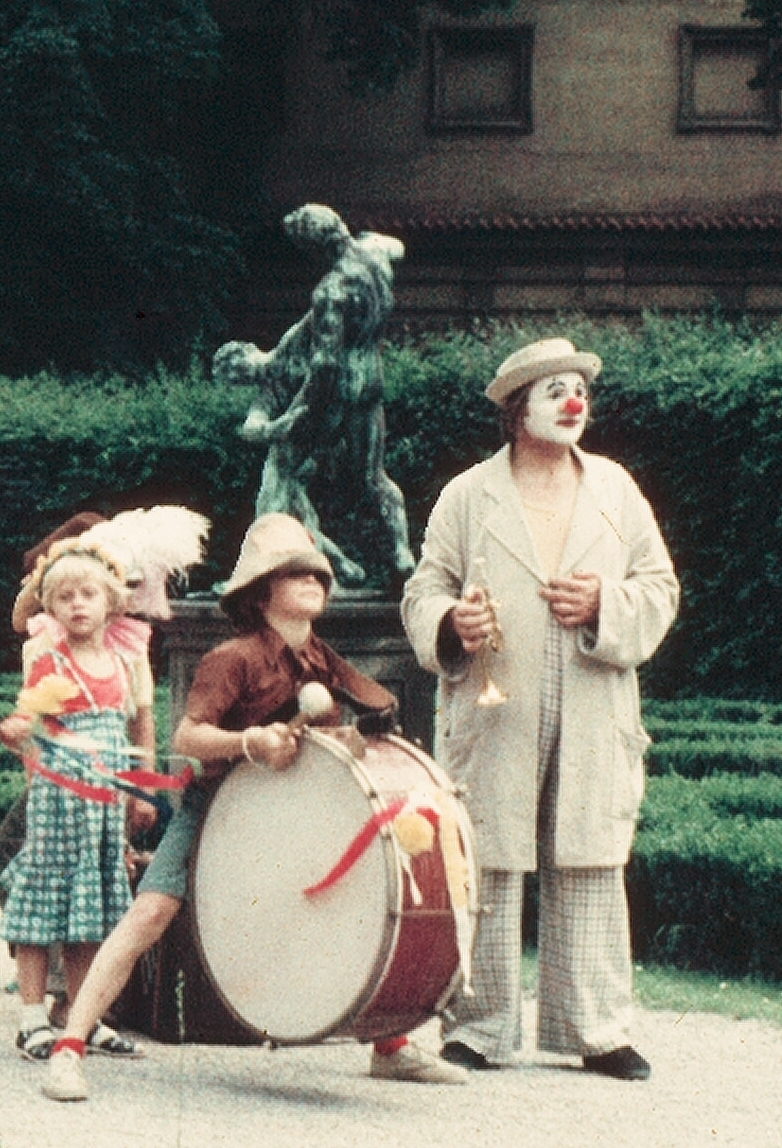
Ladislav Fialka

## Honlap
- http://www.nazabradli.cz/

1. ↑  Ladislav Fialka (1931-1991) 1956-ban megalapította az első kabaré jellegű prágai kisszínházat, amelyből 1958-ban Kelet-Európa egyetlen önálló pantomimszínháza született meg).
2. ↑  Alfred Jarry